# Балагаччы
Балагаччы (якут. Балаҕаччы) — село в Вилюйском районе Якутии России. Административный центр и единственный (с 2013 года) населённый пункт Тогусского наслега. Население 554 чел. (2021) .

## География
Село расположено на севере улуса. Расстояние до улусного центра — города Вилюйск — 155 км.

## История
Согласно Закону Республики Саха (Якутия) от 30 ноября 2004 года N 173-З N 353-III село возглавило образованное муниципальное образование Тогусский наслег.

## Население
| 1989 | 2002 | 2010 | 2014 | 2015 | 2016 | 2017 | 2018 | 2019 | 2020 | 2021 |
| ---- | ---- | ---- | ---- | ---- | ---- | ---- | ---- | ---- | ---- | ---- |
| 800  | ↘668 | ↘601 | ↘554 | ↗561 | ↘551 | ↗554 | ↘546 | ↘544 | ↘541 | ↗554 |

Национальный состав
Большинство жителей якуты.